# Tony Ranasinghe
Pour les articles homonymes, voir Ranasinghe.
Tony Ranasinghe, né Ranasinghe Hettiarachchilage Ignatius Anthony Silva le 31 juillet 1937 à Modara, dans le district de Colombo, et mort à Colombo le 16 juin 2015, est un acteur srilankais de théâtre, de cinéma et de télévision.

## Biographie
Il commence sa carrière au théâtre en jouant dans Ran Thodu en 1963, ce qui lui vaut le prix du Gouverneur général pour le meilleur acteur de théâtre. En 1964, il joue pour la première fois au cinéma, dans Gamperaliya de Lester James Peries, puis Ran Salu. Il travaille encore avec Peries sur Delovak Athara, dans lequel il tient le premier rôle.
Très populaire dans son pays, avec des films comme Parasathu Mal (1966), Manamalayo (1967), Vasanthi (1967), Sadol kandulu (1967), Hanthane Kathawa (1969), Duhulu Malak (1976), Ahasin Polawata (1979) et Saptha Kanya (1993), il joue dans 118 films dans sa carrière.
Il a remporté le prix Sarasaviya du meilleur acteur à plusieurs reprises.